# 917

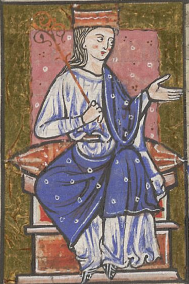
Lady Æthelflæd van Mercia

Het jaar 917 is het 17e jaar in de 10e eeuw volgens de christelijke jaartelling.

## Gebeurtenissen

### Byzantijnse Rijk
- 20 augustus - De Bulgaren onder leiding van tsaar Simeon I ("de Grote") vallen Thracië binnen en verslaan bij Anchialus een Byzantijns expeditieleger (62.000 man). In Constantinopel ontstaat anarchie en de Bulgaren in een 'overwinningsroes' belegeren de Byzantijnse hoofdstad. Simeon besluit zich uiteindelijk terug te trekken en onderneemt een plunderveldtocht in Noord-Griekenland.

### Brittannië
- Zomer - Æthelflæd, vrouwe (lady) van Mercia, sluit een alliantie met koning Constantijn II van Schotland tegen Scandinavisch York (Noord-Engeland). Ze verovert het Deense bolwerk in Derby in de Midlands. Haar broer, koning Eduard de Oudere voert tevens een campagne tegen de Deense Vikingen en verovert de stad Towcester. Hierdoor komt East Anglia onder de hegemonie van Wessex.

### Europa
- Voorjaar - Koning Koenraad I laat graaf Erchanger vanwege hoogverraad vermoorden. Hierdoor verwerft Burchard II zijn bezittingen en wordt hij erkend als hertog van Zwaben.
- Koning Ordoño II van León en Galicië sluit (met steun van zijn broer Fruela II) een alliantie met koning Sancho I van Navarra en verslaat bij San Esteban de Gormaz de Moren.
- Zomer - Petar Gojniković, een Servische prins, wordt door de Bulgaren gevangengenomen en vermoord. Hij wordt opgevolgd door Pavle Branović als grootžupan van Servië.

## Overleden
- 21 januari - Erchanger, paltsgraaf en hertog van Zwaben
- 29 november - Radboud, bisschop van Utrecht
- Petar Gojniković, Servisch prins (grootžupan)